# Comitium
Comitium je bilo mjesto sastanaka narodnih poslanika u vrijeme rimske republike. Bio je smješten pored rimskog Foruma i Curie, u kojoj je obično se Senat sastajao.
Uređenje Comitiuma je nekoliko puta mijenjano. Na početku je to bilo samo otvoreno mjesto, ali je s vremenom dobio kružni oblik sličan obliku amfiteatra. Na rubu Comitie se nalazila Rostra, tribina rimskih političara za javne nastupe. 